# 가에타노 시레아 경력모범상
가에타노 시레아 전국 경력모범상(이탈리아어: Premio Nazionale Carriera Esemplare "Gaetano Scirea")은 이탈리아 세리에 A에서 30세 이상의 축구 선수에게 수여되는 상이다. 1992년에 신설된 이 상은 이탈리아 스포츠 언론인 연합(Unione Stampa Sportiva Italiana, USSI)의 주간 하에 연간 신사적인 태도와 훌륭한 활약상을 보인 선수에게 수여된다.

## 역사와 규정
이 상은 1989년 9월 3일에 교통 사고로 영면에 든 이탈리아 수비수 가에타노 시레아를 기리기 위해 제정되었다. 이 상은 30세 이상의 세리에 A 선수에게 활약상으로도 신사적인 태도로도 훌륭한 모습을 보인 선수들에게 수여된다. 모든 이탈리아 기자들은 최종 선정된 후보들 중 수상할 사람 1명을 지정할 수 있다.

## 수상자
| 연도 | 수상자                  | 소속 구단        | 주     |
| ---- | ----------------------- | ---------------- | ------ |
| 1992 | 주세페 바레시           | 인테르나치오날레 | [ 1 ]  |
| 1993 | 스테파노 타코니         | 제노아           | [ 1 ]  |
| 1994 | 프란코 바레시           | 밀란             | [ 1 ]  |
| 1995 | 피에트로 비에르코보드   | 삼프도리아       | [ 1 ]  |
| 1996 | 마우로 타소티           | 밀란             | [ 1 ]  |
| 1997 | 주세페 베르고미         | 인테르나치오날레 | [ 1 ]  |
| 1998 | 로베르토 도나도니       | 밀란             | [ 1 ]  |
| 1999 | 미켈란젤로 람풀라       | 유벤투스         | [ 1 ]  |
| 2000 | 알레산드로 코스타쿠르타 | 밀란             | [ 1 ]  |
| 2001 | 로베르토 바조           | 브레시아         | [ 1 ]  |
| 2002 | 파올로 말디니           | 밀란             | [ 1 ]  |
| 2003 | 치로 페라라             | 유벤투스         | [ 1 ]  |
| 2004 | 주세페 시뇨리           | 볼로냐           | [ 1 ]  |
| 2005 | 잔프랑코 졸라           | 칼리아리         | [ 1 ]  |
| 2006 | 잔루카 페소토           | 유벤투스         | [ 1 ]  |
| 2007 | 필리포 인차기           | 밀란             | [ 1 ]  |
| 2008 | 알레산드로 델 피에로    | 유벤투스         | [ 3 ]  |
| 2009 | 크리스티아노 도니       | 아탈란타         | [ 3 ]  |
| 2010 | 하비에르 사네티         | 인테르나치오날레 | [ 4 ]  |
| 2011 | 안토니오 디 나탈레      | 우디네세         | [ 5 ]  |
| 2012 | 젠나로 가투소           | 밀란             | [ 6 ]  |
| 2013 | 안드레아 피를로         | 유벤투스         | [ 8 ]  |
| 2014 | 프란체스코 토티         | 로마             | [ 9 ]  |
| 2015 | 루카 토니               | 엘라스 베로나    | [ 10 ] |
| 2016 | 잔루이지 부폰           | 유벤투스         | [ 10 ] |
| 2017 | 안드레아 바르찰리       | 유벤투스         | [ 11 ] |
| 2018 | 파비오 콸리아렐라       | 삼프도리아       | [ 12 ] |
| 2019 | 조르조 키엘리니         | 유벤투스         | [ 13 ] |
| 2020 | 안드레아 벨로티         | 토리노           | [ 14 ] |
| 2021 | 시몬 키예르             | 밀란             | [ 15 ] |

## 참고
1. ↑  2013년에는 이탈리아의 전직 선수로 같은 해 6월에 근위축성 측삭경화증으로 몇 년 간의 투병 끝에 영면에 든 스테파노 보르고노보에게도 사후 명예 특별상도 수여되었다.[7]

## 같이 보기
- 자친토 파케티 국제상